# Para qué
«Para qué» es el quinto y último sencillo del quinto álbum de estudio Mi delirio (2009) de la cantante y actriz mexicana Anahí. 
Se trata de una canción de ritmo rápido, perteneciente a los géneros de electropop, tecno-pop y dance pop. Fue lanzada como sencillo oficial el 13 de abril de 2011.
El video fue filmado durante su concierto otorgado en São Paulo, Brasil, como parte de su gira Mi delirio World Tour. El video musical fue lanzado a la venta a través de descarga digital por medio de iTunes Store el 11 de abril de 2011.
El 17 de octubre de 2010, Anahí se presentó en el programa brasileño Tudo é Possivel interpretando el tema por primera vez. Fue incluida en el setlist de su gira mundial MDWT.

## Antecedentes y presentaciones en vivo

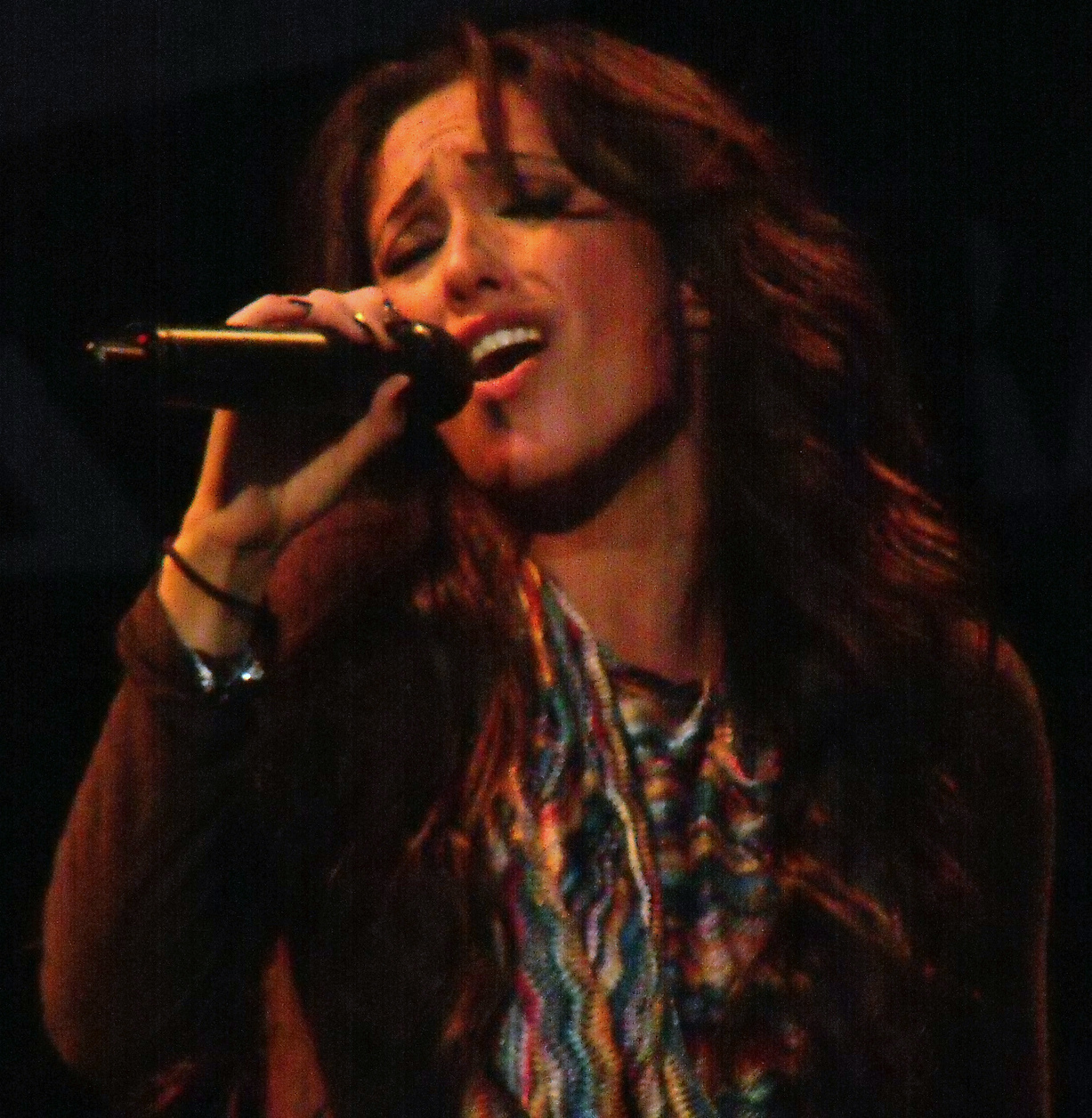
Anahí durante MDWT, en Porto Alegre, Brasil.

La canción fue lanzada a la venta a través de descarga digital el 23 de noviembre de 2009, dentro de su álbum Mi delirio. El 6 de enero de 2010, a través de su Twitter oficial, la cantante pidió a sus fanes que la ayudaran a decidir cuál de las canciones del álbum sería su segundo sencillo a nivel mundial. Entre las postuladas estaban «Me hipnotizas», «Él me mintió» y «Para qué». Finalmente el segundo sencillo del álbum fue «Me hipnotizas». El DVD de la gira fue grabado en São Paulo el 10 de octubre de 2010 con más de 6000 personas y se esperaba su salida a finales de 2010, luego informaron a los fanes que su lanzamiento sería en diciembre de 2011; la salida del DVD fue cancelada por motivos que aún se desconocen. «Para qué» formó parte de esta grabación, luego fue lanzado como video oficial del sencillo. Otras canciones grabadas en dicho DVD fueron subidas en el canal oficial de la cantante en Youtube, siendo «Mi delirio», «Él me mintió» y «Alérgico».
La canción fue incluida en su gira Mi delirio World Tour, interpretada por primera vez en vivo el 3 de noviembre de 2009 en São Paulo, Brasil. Se convirtió en la apertura de la segunda fase del show Mi delirio World Tour Reloaded que tuvo comienzo el 9 de octubre de 2010.  El 3 de octubre de 2010, Anahí se presenta en el programa brasileño Do Gugu, interpretando a capela el tema.
El 17 de octubre de 2010, Anahí se presenta en el programa brasileño Tudo é Possivel interpretando el tema como parte de su setlist. El 30 de abril de 2011, Anahí interpreta por primera vez una versión acústica de la canción en Monterrey, México.

## Lista de canciones
- Sencillo en CD

| — Sencillo en CD - Edición estándar |            |          |  |
| N.º                                 | Título     | Duración |  |
| 1.                                  | «Para qué» | 3:22     |  |

| — Sencillo en CD - Deluxe edition |            |          |  |
| N.º                               | Título     | Duración |  |
| 1.                                | «Para qué» | 3:22     |  |

## Video musical

### Desarrollo y lanzamiento
El video musical de esta canción fue filmado el 10 de octubre de 2010 durante un concierto que la cantante ofreció en Sao Paulo, Brasil, de su gira Mi delirio World Tour o MDWT. Fue filmado por Rafael Kent.
El 13 de abril de 2011, la cantante compartió en su cuenta oficial en Twitter el enlace del video, agregando «Aquí les dejo mi nuevo video :) "Para que"». El 18 de marzo de 2011, el video es subido a su cuenta oficial en VEVO, pero fue desbloqueado y se estrenó a través del canal el 13 de abril de 2011. El video fue lanzado a la venta a través de descarga digital por medio de iTunes Store el 11 de abril de 2011.

### Sinopsis
El video comienza con una primera imagen general del recinto que muestra al público, luego se muestra la pantalla del escenario que muestra los ojos de la cantante en diferentes ángulos, mientras empieza el coro introductorio junto a un juego de luces, la pantalla muestra el logo de la cantante y debajo el nombre del tour "Mi delirio World Tour", Anahí empieza a cantar el primer verso de la canción, estando aún detrás de la pantalla, se eleva la pantalla y muestra a Anahí, vestida de negro, mientras interpreta el estribillo de la canción, junto a sus bailarines, vestidos como un ejército. Las imágenes se intercalan, dejando ver al público, a la cantante interpretando el tema y a los bailarines. Al finalizar, Anahí canta el último estribillo y abandona el escenario, el ritmo sigue, y los bailarines terminan la coreografía.

### Recepción
La revista juvenil BRAVO reseñó «Anahí ha colgado en su canal de Youtube un nuevo vídeo ¡y es impresionante!. El clip es de una actuación en la que canta su single "Para qué" y la puesta en escena es increíble. Además, Anahí ¡sale guapísima!». Univisión argumentó sobre la canción y el video: «Para Qué es una canción llena de energía que invita a bailar y a brincar de energía, tal como ella lo hace en este video musical, del cual ha recibido muy buenas críticas por parte de sus seguidores». La revista española Súper Pop llamó a la canción un «temazo», agregando: «Un directo lleno de sentimiento, de caña a tope y de mucho ritmo… ¡Un torbellino en el escenario como siempre!». La revista mexicana Quien comentó que en el video «se le puede apreciar en un gran concierto con cientos de fans que cantan y bailan al mismo ritmo de Anahí», sobre la descripción de la canción agregó «es un tema que reprocha el esfuerzo que se hace en una relación porque al final esto no es valorado por la otra persona. Pero a pesar de ser una canción de desamor, tiene muchos toques electrónicos y rítmicos que invitan al público a bailar y cantar para olvidar el dolor». La revista Caras Brasil reseñó que Anahí, acompañada de bailarines, «envuelve al público con sus electrizantes sonidos y fantástico juego de luces, además de bailar bastante vestida con una falda, botas y medias negras».

### Posiciones del video
| Listas (2011)                             | Mejor posición |
| ----------------------------------------- | -------------- |
| iTunes México                             | 4              |
| Los 15 Mejores Quiero Música En Mi Idioma | 6              |
| Top 60 Quiero Música En Mi Idioma         | 52             |
| Top Fresh Rusia (ТОП ФРЭШ)                | 5              |
| Listas de fin de año                      |                |
| Los 100 primeros del 2011                 | 79             |
| Top 300 2011                              | 207            |

## Créditos y personal
Créditos por Para Qué:

### Personal
| - Composición – X. Muñoz, S. Jácome - Producción – Sebastian Jácome - Mixing – Andy Zulla - Batería – Enrique "Bugs" Gonzáles - Viola – Ricardo David, Ulises Manuel Gómez Pinzón, Orozco Buendía - Violín – López Pérez, Arturo Fonseca Miquel, Alan Lerma, Jesús De Rafael, José Del Águila Cortés |

## Posicionamiento
| País   | Lista               | Mejor posición |
| ------ | ------------------- | -------------- |
| Perú   | Perú Top 20 Ranking | 1              |
| Perú   | Perú Top 100        | 6              |
| Brasil | Top 100 Brasil      | 80             |